# André 3000
André 3000, de son vrai nom André Benjamin (né le 27 mai 1975 à Atlanta en Géorgie), est un musicien, rappeur, producteur, et acteur américain. Il est mieux connu comme le fondateur et membre du groupe de hip-hop OutKast, aux côtés du rappeur Big Boi, ainsi que comme membre de la "Dungeon family". En tant qu'acteur, Benjamin a participé à plusieurs films et séries télévisées comme Families, The Shield, Be Cool, Revolver, Semi-Pro, et au rôle de Jimi Hendrix dans le film All Is by My Side. Il est également producteur de la série d'animation Classe 3000 sur la chaîne Cartoon Network, dans laquelle il joue le rôle d'un professeur de musique dans une école d'art. Au printemps 2008, il lance une marque de vêtements appelée Benjamin Bixby. Il soutient également le droit des animaux. Il a été le compagnon d'Erykah Badu avec laquelle il a eu un fils, du nom de Seven.

## Biographie

### Jeunesse
André Benjamin naît à Atlanta, en Géorgie, fils unique de Sharon Benjamin-Hodo (morte en 2013) et  Lawrence Harvey Walker (mort en 2014),. Il est d'ascendance afro-américaine et native-américaine. Après avoir grandi à Atlanta, East Point et Buckhead, il étudie à la Sarah Smith Elementary School, Sutton Middle School, Northside High School et Tri-Cities High School.

### OutKast (1992–2006; 2014)
Au lycée, Benjamin fait la rencontre de Antwan « Big Boi » Patton. Benjamin et Patton s'associent pour former OutKast. Après leurs études au lycée, le duo signe au label d'Atlanta LaFace Records et publie son premier album, Southernplayalisticadillacmuzik, en 1994. Emporté par le succès du single Player's Ball, l'album est certifié disque de platine, et OutKast est nommé dans la catégorie de meilleur groupe de l'année aux Source Awards de 1995. Dans les deux albums qui suivent, ATLiens et Aquemini, OutKast ajoute des éléments de trip hop, de soul, et de jungle. Dans ATLiens : « l'identité funk, futuriste, sans doute hostile, bizarre ou excentrique projetée par André 3000 change notre point de vue des gangsters et voyous incarnés par les rappeurs noirs. » Les paroles de Benjamin prennent un ton plus surréaliste. Le quatrième album d'OutKast, Stankonia, publié en 2000, présente Benjamin sous le nouveau nom d'André 3000, et popularise encore plus le groupe avec le single Ms. Jackson, qui atteint la première place du Billboard Hot 100. En janvier 2014, OutKast se réunit pour fêter son vingtième anniversaire avec 40 festivals à l'international.

### Projets solo (depuis 2007)
Benjamin se lance de nouveau dans le rap en 2007, en participant à plusieurs remixes comme Walk It Out, Throw Some D's, You de Lloyd, et 30 Something de Jay-Z. Il participe également à l'album de John Legend Evolver, sur le titre Green Light, publié en 2008. En 2010, il participe au remix de la chanson de Ciara intitulée Ride, extraite de l'album Basic Instinct. Le 18 janvier 2011, Kesha publie The Sleazy Remix, avec Benjamin. Le remix est plus tard réédité en décembre 2011, et inclut les versets des rappeurs Lil Wayne, Wiz Khalifa et T.I.. Il apparait également sur le premier album de Frank Ocean en 2012, sur le titre Pink Matter.  Le 7 juin, Big Boi publie une collaboration avec Benjamin et Sleepy Brown intitulée Lookin' 4 Ya – qui devait originellement apparaître sur le premier album solo de Big Boi, Sir Lucious Left Foot: The Son of Chico Dusty.
En 2011, Benjamin participe au quatrième album de Beyoncé, 4 au titre Party, sa première collaboration avec la chanteuse. Il participe aussi avec Jay Z au titre de Young Jeezy I Do, publié le 10 janvier 2012. Il participe plus tard à l'album de T.I. Trouble Man: Heavy Is the Head au titre Sorry. T.I. note être fier de cette collaboration. La même année, il participe aux côtés de James Murphy au single DoYaThing du groupe virtuel Gorillaz, créé à l'occasion d'une campagne publicitaire de la marque de chaussures Converse. Après un long moment en studio avec le producteur Mike Will Made It, André 3000 prévoit un nouvel album solo courant 2014. Cependant, un représentant de l'artiste affirme qu'il n'y a aucune confirmation à ce sujet,. En 2014, Benjamin participe au second album de Future, Honest, à la chanson Benz Friendz (Whatchutola). 
En 2016, André Benjamin participe à l'album de Travis Scott, Birds in the Trap Sing McKnight, sur le morceau the ends et sur l'album de Kid Cudi, Passion, Pain and Demon Slayin', sur deux morceaux By Design et The Guide. En 2017, il apparaît en featuring sur le morceau Rollinem 7's sur l'album No One Ever Really Dies de N.E.R.D. puis en 2018, André sort deux morceaux exclusifs sur SoundCloud et co-produit le morceau Fire sur le projet KIDS SEE GHOSTS de Kanye West et Kid Cudi. En 2019, il fait une apparition sur le nouvel album de James Blake, Assume Form, sur le titre Where's the Catch?. Il apparait également en 2021 sur Donda, où lui est réservé un couplet sur le morceau "Life Of The Party". En 2023, il participe au morceau Scientists and Engineers de Killer Mike, qui sera récompensé d'un Grammy pour meilleure chanson rap de l'année.

## Mode
Benjamin lance la marque de vêtements Benjamin Bixby au printemps 2008. En février 2012, Benjamin annonce son retour avec Benjamin Bixby qui sera alors renommée simplement "Bixby" .

## Discographie

### Albums studio
- 2023 - New Blue Sun (Epic Records / Sony Music Entertainment)

### Production
- 2003 : Kelis - Tasty : Millionaire (feat. André 3000)
- 2003 : Big Gipp - Mutant Mindframe : Boogie Man (feat. André 3000)
- 2003 : Killer Mike - Monster : Akshon (Yeah!)
- 2004 : Gwen Stefani - Love. Angel. Music. Baby. : Long Way to Go (feat. André 3000)
- 2010 : Big Boi - Sir Lucious Left Foot: The Son of Chico Dusty : You Ain't No DJ (feat. Yelawolf) (coauteur)
- 2021 : Kanye west - Donda : Life Of The Party (feat André 3000)

## Filmographie
- 1995 : Sliders : Les Mondes parallèles - saison 1, épisode 6
- 1997 : The Sentinel - saison 3, épisode : Reggie
- 1997 : Poltergeist : Les Aventuriers du surnaturel - saison 2, épisode 6
- 1998 : Principal Takes a Holiday : Infirmier 1
- 1998 : Chérie, j'ai rétréci les gosses (Honey, I Shrunk the Kids: The TV Show) - saison 1, épisode 19
- 1998 : First Wave - saison 1, épisode 3 : Soldat
- 1998 : NightMan - saison 2, épisode 8 : Gardien
- 2001 : Wasango de Tae-gyun Kim : Kim Kyeong-su
- 2003 : Hollywood Homicide de Ron Shelton : Silk Brown
- 2004 : The Shield - saison 3, épisode 15 : Robert Huggins
- 2004 : Stargate Atlantis - saison 1, épisode 4 : Gardien
- 2005 : Be Cool de F. Gary Gray : Dabu
- 2005 : Revolver de Guy Ritchie : Avi
- 2005 : Quatre frères (Four Brothers) de John Singleton : Jeremiah Mercer
- 2006 : Scary Movie 4 de David Zucker : Jack
- 2006 - 2008 : Classe 3000 (Class of 3000) d'André 3000 et Thomas W. Lynch (en) : Sunny Bridges
- 2007 : Idlewild Gangsters Club (Idlewild) de Bryan Barber : Percival
- 2007 : Le Petit Monde de Charlotte (Charlotte's Web) de Gary Winick : le Corbeau Elwyn (voix)
- 2008 : Bataille à Seattle (Battle in Seattle) de Stuart Townsend : Django
- 2008 : Semi-pro de Kent Alterman : Clarence
- 2008 : The Shield - saison 7, épisode 14 : Robert Huggins
- 2013 : All Is by My Side de John Ridley : Jimi Hendrix
- 2015 : American Crime - saison 2 : Michael LaCroix
- 2018 : High Life de Claire Denis : Tcherny
- 2020 : Dispatches from Elsewhere : Fredwynn[20]
- 2022 : Showing Up de Kelly Reichardt : Eric
- 2022 : White Noise de Noah Baumbach : Elliot Lasher